# Fördraget i Berlin (1715)
Fördraget i Berlin slöts 2 maj 1715, under stora nordiska kriget. Som kurfurste av Hannover allierades Georg I av Storbritannien med Danmark-Norge. I gengäld accepterade Danmark att överlåta den svenska besittningen Bremen-Verden, som var ockuperad av Danmark, till Hannover.

Till följd av fördraget så gick Danmark och Hannover med i den rysk-preussiska koalitionen som fastställts av fördraget i Schwedt.

Danmark försäkrades om annekteringen av ännu inte erövrade Stralsund.